# Eriopyga tertulia
Eriopyga tertulia är en fjärilsart som beskrevs av Paul Dognin 1897. Eriopyga tertulia ingår i släktet Eriopyga och familjen nattflyn. Inga underarter finns listade i Catalogue of Life.